# Garis Mina
Garis Aldair Mina Ortiz (Esmeraldas, Ecuador; 20 de agosto de 2003) es un futbolista ecuatoriano. Juega de defensa y su equipo actual es Gualaceo Sporting Club de la Serie B de Ecuador.

## Selección nacional

### Categorías inferiores
El 5 de enero de 2023 se anunció su convocatoria para disputar el Campeonato Sudamericano Sub-20 en Colombia.

#### Participaciones en Sudamericanos
| Campeonato                  | Sede     | Resultado    | Partidos | Goles |
| --------------------------- | -------- | ------------ | -------- | ----- |
| Sudamericano Sub-20 de 2023 | Colombia | Cuarto lugar | 6        | 0     |

## Estadísticas

### Clubes
Actualizado al último partido disputado el 26 de octubre de 2023.
| Club                              | Div.          | Temporada     | Liga  | Liga  | Copas nacionales | Copas nacionales | Copas internacionales | Copas internacionales | Otros | Otros | Total | Total |
| Club                              | Div.          | Temporada     | Part. | Goles | Part.            | Goles            | Part.                 | Goles                 | Part. | Goles | Part. | Goles |
| --------------------------------- | ------------- | ------------- | ----- | ----- | ---------------- | ---------------- | --------------------- | --------------------- | ----- | ----- | ----- | ----- |
| Independiente Juniors · Ecuador   | 2.ª           | 2021          | 7     | 0     | —                | —                | —                     | —                     | —     | —     | 7     | 0     |
| Independiente Juniors · Ecuador   | 2.ª           | 2022          | 3     | 0     | 1                | 0                | —                     | —                     | —     | —     | 4     | 0     |
| Independiente Juniors · Ecuador   | 2.ª           | 2023          | 15    | 1     | —                | —                | —                     | —                     | —     | —     | 15    | 1     |
| Independiente Juniors · Ecuador   | Total club    | Total club    | 25    | 1     | 1                | 0                | 0                     | 0                     | 0     | 0     | 26    | 1     |
| Independiente del Valle · Ecuador | 1.ª           | 2022          | 3     | 0     | 1                | 0                | 0                     | 0                     | 0     | 0     | 4     | 0     |
| Independiente del Valle · Ecuador | 1.ª           | 2023          | 0     | 0     | 0                | 0                | 0                     | 0                     | 0     | 0     | 0     | 0     |
| Independiente del Valle · Ecuador | Total club    | Total club    | 3     | 0     | 1                | 0                | 0                     | 0                     | 0     | 0     | 4     | 0     |
| Total carrera                     | Total carrera | Total carrera | 28    | 1     | 2                | 0                | 0                     | 0                     | 0     | 0     | 30    | 1     |
| 1.                                |               |               |       |       |                  |                  |                       |                       |       |       |       |       |

## Palmarés

### Campeonatos nacionales
| Título               | Club                    | Año  |
| -------------------- | ----------------------- | ---- |
| Copa Ecuador         | Independiente del Valle | 2022 |
| Supercopa de Ecuador | Independiente del Valle | 2023 |

### Campeonatos internacionales
| Título              | Club                    | Año  |
| ------------------- | ----------------------- | ---- |
| Copa Sudamericana   | Independiente del Valle | 2022 |
| Recopa Sudamericana | Independiente del Valle | 2023 |